# Antonio García Tapia
Pour les articles homonymes, voir Tapia.
Antonio García Tapia, né le 22 juin 1875 à Ayllón (Province de Ségovie) et mort le 24 septembre 1950 à Madrid est un médecin otorhinolaryngologiste espagnol. Il fut président du collège officiel des médecins de Madrid (Ilustre Colegio Oficial de Médicos de Madrid). On lui doit la description, en 1904, du syndrome de Tapia,, une paralysie des nerfs crâniens X et XII observée dans certains traumatismes de la région cervicale, ou comme complication rare de l'intubation orotrachéale.

## Biographie
Fils d’un médecin de campagne il fait ses études de médecine à l’université de Madrid où il obtient son doctorat en 1896. Il passe les trois années suivantes à parcourir l’Europe dans diverses universités où il perfectionne sa formation en otorhinolaryngologie, une spécialité  à laquelle il a été initié par Luciano Barajas.